# Muhammad Zayni al-Bagdadi
Sayyid Muhammad ibn Ahmad Zayn al-Din al-Hassani al-Baghdadi (1735-1801) fue un erudito y poeta musulmán otomano iraquí en el siglo XVIII. Nació en Nayaf en una familia chií y fue enseñado por su padre y los grandes eruditos de Nayaf, incluido Mahdi Bahr al-Ulum. Trabajó en el campo de la defensa religiosa y destacó en la literatura religiosa en árabe y persa. Su Diwan y una serie de libros, incluido un libro de interpretación coránica, un libro de significados y declaraciones y otro sobre tafsir. Fue el padre del poeta Jawad Siah Bush. Murió en Kadhimiya y fue enterrado allí.
Fue miembro del seminario literario Ma'rakat al-Khamis (Batalla del jueves). Él mismo poseía un salón donde daba la bienvenida a poetas y escritores en los días no laborables de la semana, lo que lo convirtió en una figura líder a finales del siglo XVIII en Nayaf, entonces capital en expansión de los chíes iraquíes.

## Sus composiciones
- Diwan su poesía
- Libro en interpretación
- Libro en significados, declaración y novedad